# Die Großfürstin und ihr Kellner (1926)
Die Großfürstin und ihr Kellner (Originaltitel: The Grand Duchess and the Waiter) ist eine US-amerikanische Stummfilmkomödie aus dem Jahr 1926 von Malcolm St. Clair mit Adolphe Menjou und Florence Vidor in den Hauptrollen. Das Drehbuch basiert auf dem Bühnenstück La Grande-duchesse et le garçon d’étage von Alfred Savoir, das von Harry Graham ins Englische adaptiert wurde.

## Handlung
Der schwerreiche Albert Durant sieht bei einer Ballettaufführung in Paris die russische Großfürstin Zenia, die vor der Revolution in ihrem Heimatland geflohen ist. Er verliebt sich auf den ersten Blick in sie, aber da er sich ihr als Nichtadliger nicht einfach so nähern darf, tarnt er sich als Kellner. Dabei stellt er sich so ungeschickt und dreist an, dass ihn die verärgerte Großfürstin zur Strafe in ihre Dienste aufnimmt, nur um ihn niedere Arbeiten verrichten zu lassen. Doch mit der Zeit verliebt sich auch Zenia in den verdeckten Millionär und schließlich fallen sich die beiden küssend in die Arme. Als sie dabei von Zenias adligen Freunden entdeckt werden, verleugnet und verstößt sie ihn, und verlässt in Folge Paris. Albert sucht ganz Frankreich nach der Großfürstin ab und trifft sie schließlich als Betreiberin eines ärmlichen Landgasthofes an. Überglücklich finden die beiden wieder zueinander.

## Hintergrund
Das Bühnenstück wurde von Paramount Famous Lasky 1928 als Der Maharadscha von Domelanien (Originaltitel: His Tiger Wife), wiederum mit Adolphe Menjou erneut verfilmt. Eine zweite Neuverfilmung erschien 1934 wieder mit dem deutschen Titel Die Großfürstin und ihr Kellner (Originaltitel Here Is My Heart), diesmal mit Bing Crosby in der Hauptrolle.
Travis Banton war für das Kostümbild zuständig.

## Veröffentlichung
Die Premiere des Films fand am 7. Februar 1926 in New York statt. Noch im gleichen Jahr kam er im Deutschen Reich und in Österreich in die Kinos.

## Kritiken
Mordaunt Hall von der The New York Times befand, der Film sei eine fesselnde Unterhaltung, bei der langweilige Momente auffallend fehlten.
Im Magazin Exhibitors Herald wurde der Film als eine schnelle, verspielte, prächtig gekleidete Komödie mit attraktiven Darstellungen der Hauptprotagonisten von Menjou und Vidor und basierend auf einer charmanten und originellen Komödie von Alfred Savoir beschrieben.